# Estou Me Guardando para Quando o Carnaval Chegar
Estou Me Guardando para Quando o Carnaval Chegar é um filme brasileiro do gênero documentário de 2019 dirigido e roteirizado por Marcelo Gomes. Estrelada por moradores da cidade de Toritama, em Pernambuco, a obra retrata a vida dos trabalhadores do segundo maior polo de confecção de jeans do Brasil, além do expor uma perspectiva sociocultural sobre o trabalho autônomo, o consumo e o ócio.
Como reconhecimento, foi exibido no Festival de Cinema de Berlim na mostra Panorama, em 2019. Além disso, recebeu três prêmios de melhor filme do festival É Tudo Verdade de 2019 (Menção Honrosa do Júri Oficial, Menção Honrosa da Associação Brasileira de Documentaristas e Prêmio da Crítica da Associação Brasileira de Críticos de Cinema).

## Enredo
Na cidade de Toritama, considerada um centro ativo do capitalismo local, mais de 20 milhões de jeans são produzidos anualmente em fábricas caseiras. Orgulhosos de serem os próprios chefes, os proprietários destas fábricas trabalham sem parar em todas as épocas do ano, exceto o carnaval: quando chega a semana de folga, eles vendem tudo que acumularam e descansam em praias paradisíacas.

## Recepção crítica
Exibido no Festival Internacional de Cinema de Berlim na mostra Panorama, o filme angariou recepção positiva dos críticos de cinema. Escrevendo para a publicação Piauí, numa análise que enuncia os contrastes entre o cineasta e os personagens, Eduardo Escorel afirmou: "O barulho ensurdecedor do maquinário das grandes fábricas de jeans e das chamadas facções de fundo de quintal de Toritama causa ansiedade em Gomes, conforme ele mesmo admite na narração. [...] A incompatibilidade absoluta de Gomes com a atividade incessante e barulhenta que se propôs a registrar é resolvida por um momento na montagem. Exercendo a onipotência própria de todo diretor, ele elimina o som ambiente que o perturba e substitui o ruído por uma trilha musical – nada menos que o arquiconhecido segundo movimento, Largo, do concerto para piano e orquestra nº 5 em Fá menor, de Bach."
Para o portal Adoro Cinema, Bruno Carmelo deu uma nota de 3,5 de 5 para o filme, dizendo: "A exposição da cidade de Toritama fornece muitos elementos de reflexão. É possível tecer bons comentários sobre o trabalho dito “autônomo”, que se transforma numa espécie de auto escravidão, assim como no lazer interpretado como luxo, considerado um período de inatividade. [...] Mesmo assim, Estou me Guardando para Quando o Carnaval Chegar comprova a possibilidade de se apropriar de um material de evidente cunho sociológico e político para desvendar o aspecto humano. Gomes está à caça dos sorrisos, das piadas, dos instantes leves em que os gatos pulam sobre a produção de roupas ou a criança cisma em tratar a máquina de costura como brinquedo."
Marcelo Müller, do Papo de Cinema, analisou o filme positivamente, escrevendo: "Estou Me Guardando para Quando o Carnaval Chegar tem um miolo repetitivo, em parte por conta do imediatismo eficiente com que faz o diagnóstico denso e sensível de uma coletividade escravizada, ainda que aparentemente contente com o fato de supostamente segurar as rédeas do dia a dia. A linguagem proposta por Marcelo Gomes é despojada, com um bem-vindo arejamento das cenas pelas ocorrências imprevistas e por eventuais sobreposições de depoimentos."